# Ernst Halter
Ernst Halter (* 12. April 1938 in Zofingen) ist ein Schweizer Schriftsteller und Publizist.

## Leben
Ernst Halter studierte Germanistik und Kunstgeschichte und wurde 1967 an der Universität Zürich mit einer Dissertation über Ludwig Tieck promoviert. Danach war er als Lektor und Redaktor tätig.
Literarisch trat Halter erstmals 1970 mit dem Gedichtband Die unvollkommenen Häscher hervor. Seine späteren Veröffentlichungen sind dagegen vorwiegend Erzählungen und Romane. Zu seinen bekannteren Werken gehören Urwil (AG), in dem er die Atmosphäre eines fiktiven Aargauer Dorfes beschreibt, sowie Die Stimme des Atems. Wörterbuch einer Kindheit (2003), das autobiografische Züge trägt. Insgesamt hat er über zwanzig Werke veröffentlicht.
Für sein literarisches Schaffen erhielt Halter verschiedene Preise, darunter den Preis der Schweizerischen Schillerstiftung (1973) und den Aargauer Literaturpreis (2000). Daneben erhielt er mehrere Werkjahre des Aargauischen Kuratoriums zur Förderung des kulturellen Lebens zugesprochen.
Ernst Halter ist daneben als Herausgeber, Publizist, Verlagsberater und Übersetzer tätig. Er war bis zu ihrem Tod am 14. April 2010 mit der Dichterin Erika Burkart verheiratet und lebt im Landhaus Kapf in Aristau. Sein Archiv befindet sich im Schweizerischen Literaturarchiv in Bern.

## Werke

### Gedichte
- Die unvollkommenen Häscher, Gedichte, Regenbogen, Zürich 1970
- Aschermittwoch, Gedichte, Ammann, Zürich 1990
- Menschenland, Gedichte, Wolfbach Verlag, Zürich 2010, ISBN 978-3-905910-08-7
- Nachtschicht / Schattenzone, Gedichte, Weissbooks.w Verlag, Frankfurt am Main 2011, zusammen mit Erika Burkart ISBN 978-3-940888-14-3
- Englische Suite, Gedichte, Wolfbach, Zürich 2012, ISBN 978-3-905910-29-2
- Aschen Licht, Gedichte, Wolfbach, Zürich 2015, ISBN 9783905910650
- Gerodete Zeit, Gedichte, Wolfbach, Zürich 2017, ISBN 9783905910902
- Zwiegesicht, Gedichte, Wolfbach, Zürich 2019, ISBN 9783906929231

### Erzählungen
- Die Modelleisenbahn, Erzählungen, Benziger, Zürich 1972
- Hinter den sieben Bergen, Erzählungen, Limmat Verlag, Zürich 2012, ISBN 978-3-85791-685-4

### Romane
- Urwil (AG), Roman, Artemis, Zürich 1975
- Die silberne Nacht, Roman, Artemis, Zürich 1977, ISBN 3-7608-0445-4
- Die Spinne und der Spieler, Roman, Nagel & Kimche Verlag, Zürich 1985
- Das Buch Mara, Roman, Ammann Verlag, Zürich 1988
- Irrlicht, Roman, Ammann, Zürich 1995
- Die Stimme des Atems. Wörterbuch einer Kindheit, Limmat Verlag, Zürich 2003, ISBN 978-3-85791-434-8
- Über Land. Aufzeichnungen, Erinnerungen, Limmat, Zürich 2007, ISBN 978-3-85791-517-8
- Jahrhundertschnee, Roman, Ammann, Zürich 2009, ISBN 978-3-250-60130-2
- Mermaid, Roman, Klöpfer & Meyer Verlag, Tübingen 2018, ISBN 978-3-86351-463-1

### Memoiren
- Das Alphabet der Gäste, Erinnerungen, Limbus Verlag, Innsbruck 2021, ISBN 978-3-99039-178-5

### Als Herausgeber (Auswahl)
- Davos. Profil eines Phänomens (Hg.), Offizin Zürich Verlag, Zürich 1997, ISBN 978-3-907495-89-6
- Volksfrömmigkeit in der Schweiz (Mit-Hg.), Offizin Zürich Verlag, Zürich 1999, ISBN 978-3-907495-95-7
- Der Sihlsee. Eine Landschaft ändert ihr Gesicht (Mit-Hg.), Offizin Zürich Verlag, Zürich 2001, ISBN 978-3-907496-11-4
- Heidi. Karrieren einer Figur (Hg.), Offizin Zürich Verlag, Zürich 2001, ISBN 978-3-907496-09-1
- Das Jahrhundert der Italiener in der Schweiz (Hg.), Offizin Zürich Verlag, Zürich 2003, ISBN 978-3-907496-17-6